# Tuteurage
En arboriculture, le tuteurage est le fait de fixer une jeune plante à une armature (tuteur), pour lui permettre de pousser correctement et résister aux vents afin d'éviter la cassure de branches ou le déracinement.
En horticulture le tuteurage consiste à mettre en place un tuteur, un piquet enfoncé dans le sol qui sert de support à une plante semée ou plantée à proximité immédiate du support. Une rame  est un tuteur adapté plus particulièrement à la culture des haricots. 

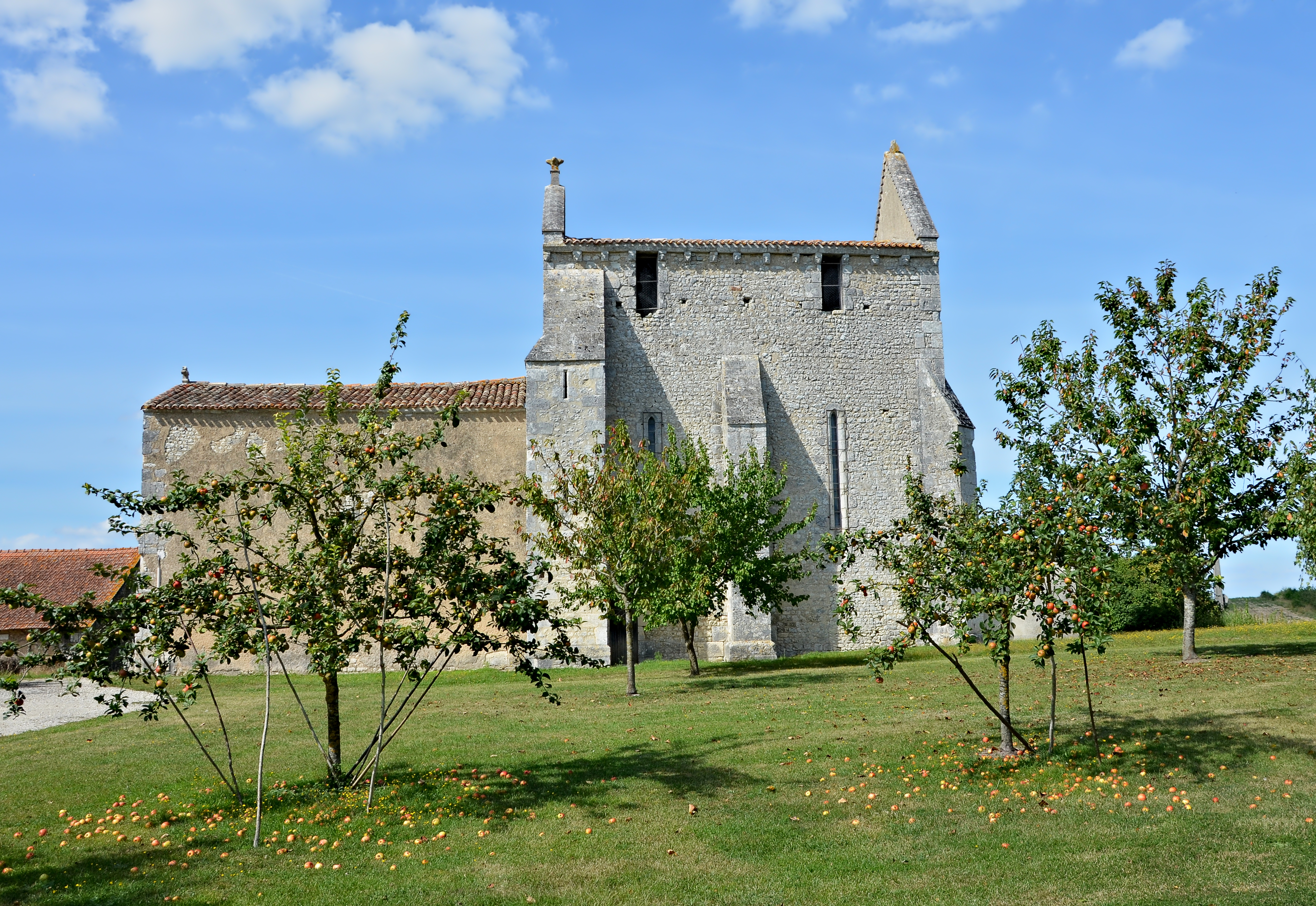
Tuteurage de pommiers en Charente

## Types de tuteurs
Différents types de tuteurs peuvent être utilisés :
En horticulture les tuteurs utilisés sont traditionnellement en bois, de préférence en châtaignier qui se fend assez facilement et résiste bien à la pourriture. L'acacia, le hêtre et surtout le bambou sont très utilisés. Pour les tomates, les tuteurs en métal en forme de spirale permettent de soutenir la plante sans mettre de liens. Le métal est de l'acier galvanisé, du fer à béton ou de l'aluminium. Des piquets en fibre de verre sont une autre solution. En serre, la ficelle attachée au plafond permet le tuteurage. Un grillage métallique peut également être une bonne solution.
En arboriculture différents types de tuteurages sont pratiqués, bipodes, quadripodes, colonnaire, …

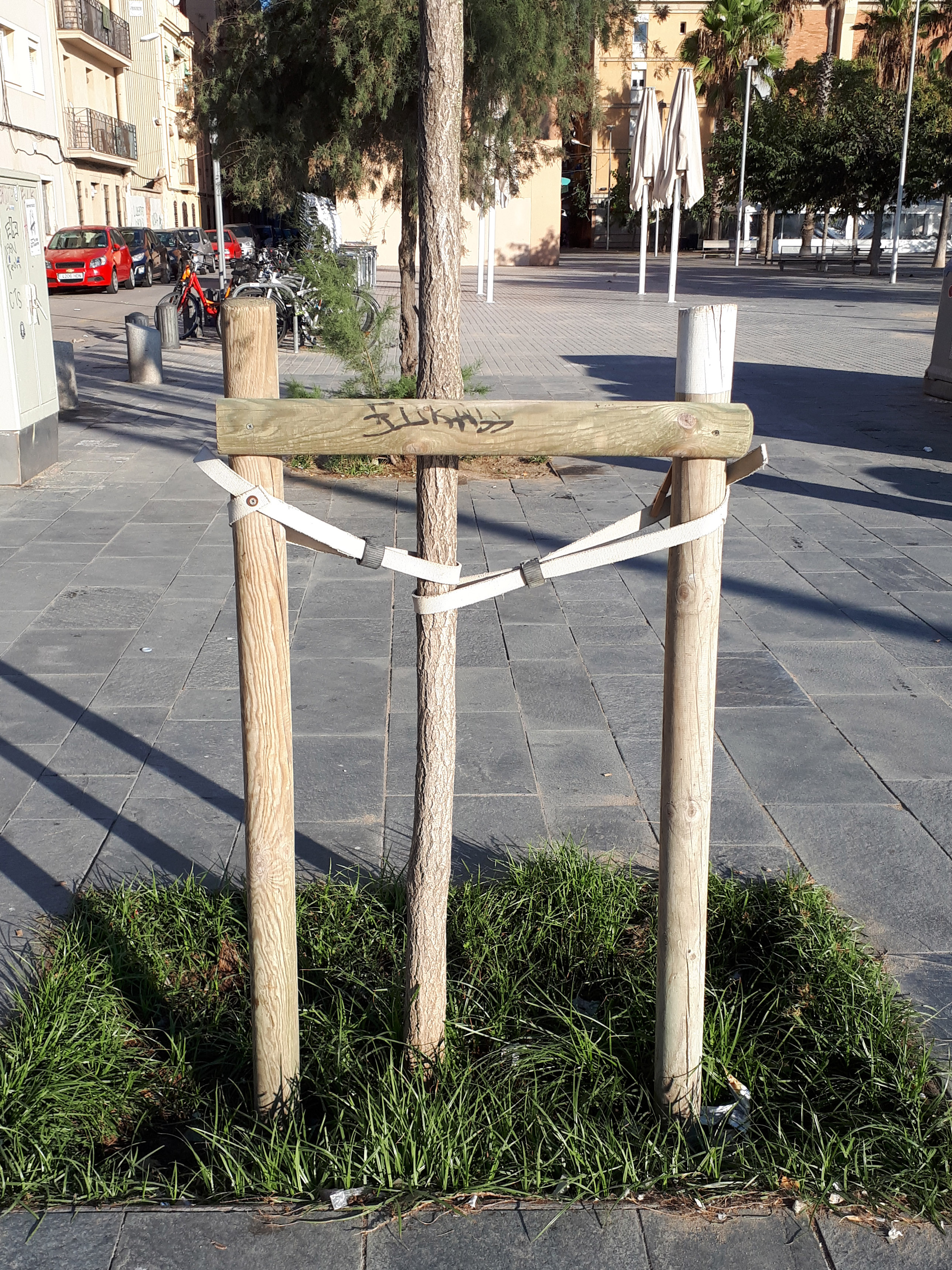
Tuteurage bipode (2 tuteurs attachés à l’aide d’une planchette).
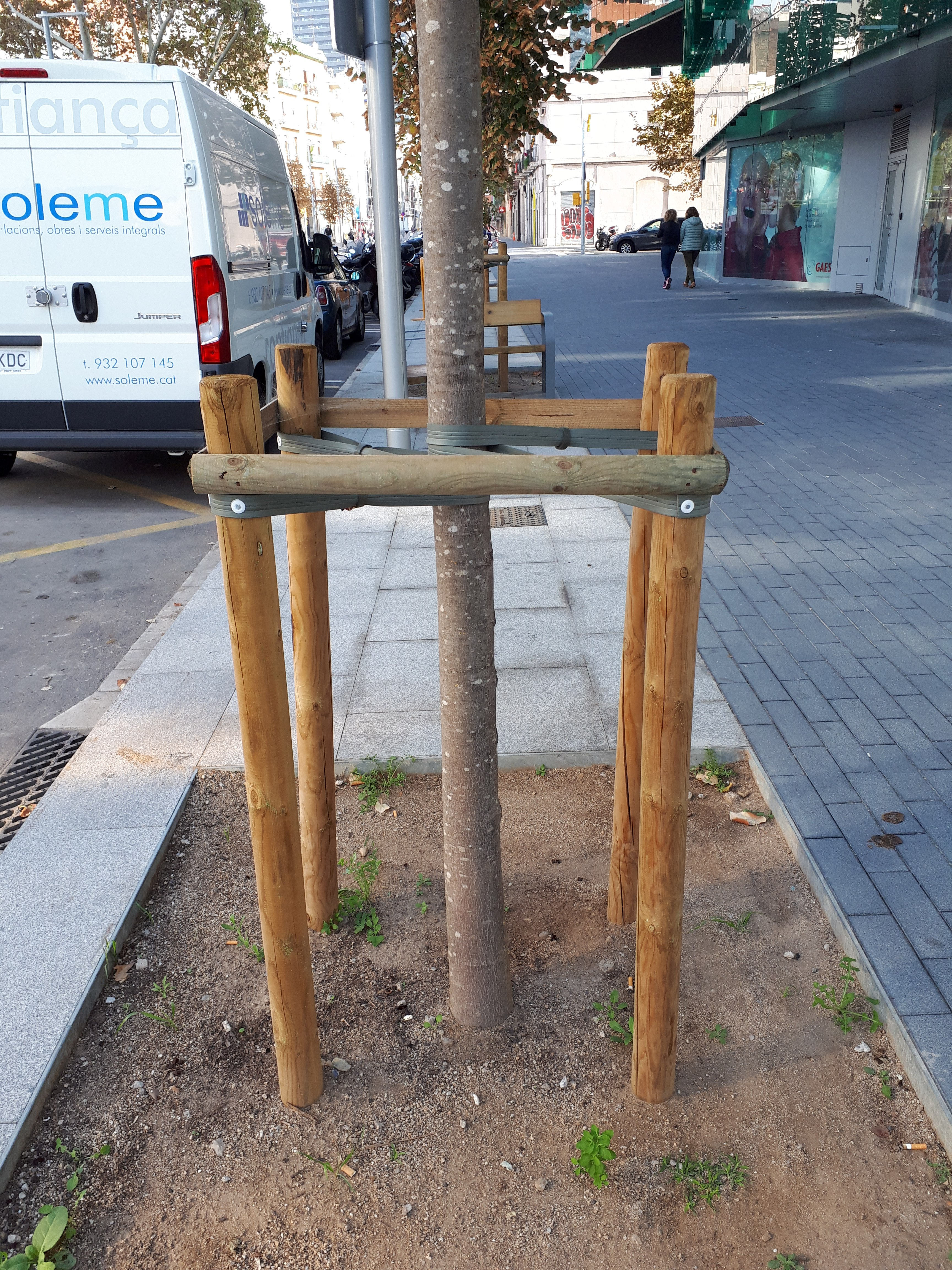
Tuteurage quadripode (4 tuteurs).
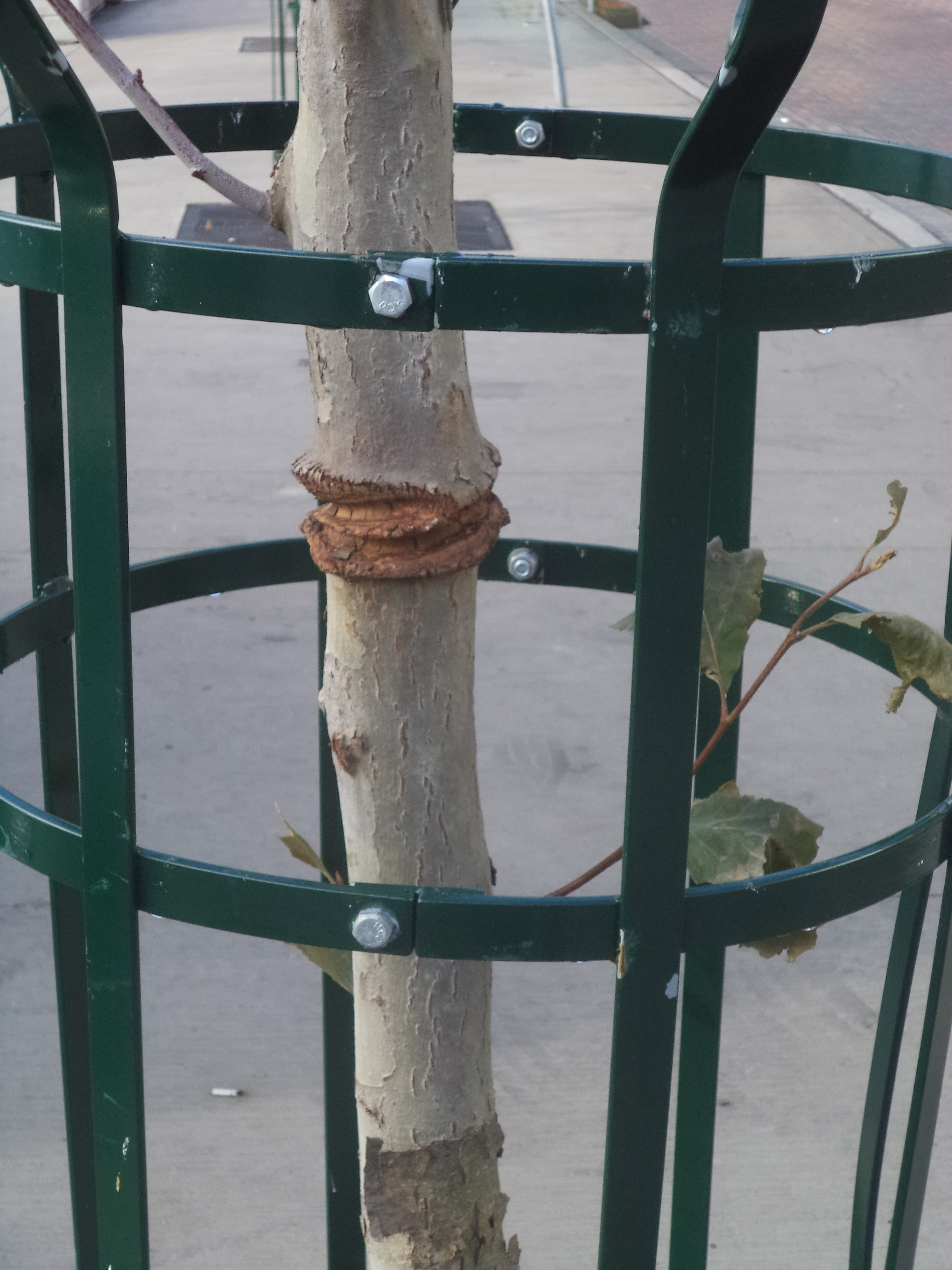
Tuteur colonnaire.
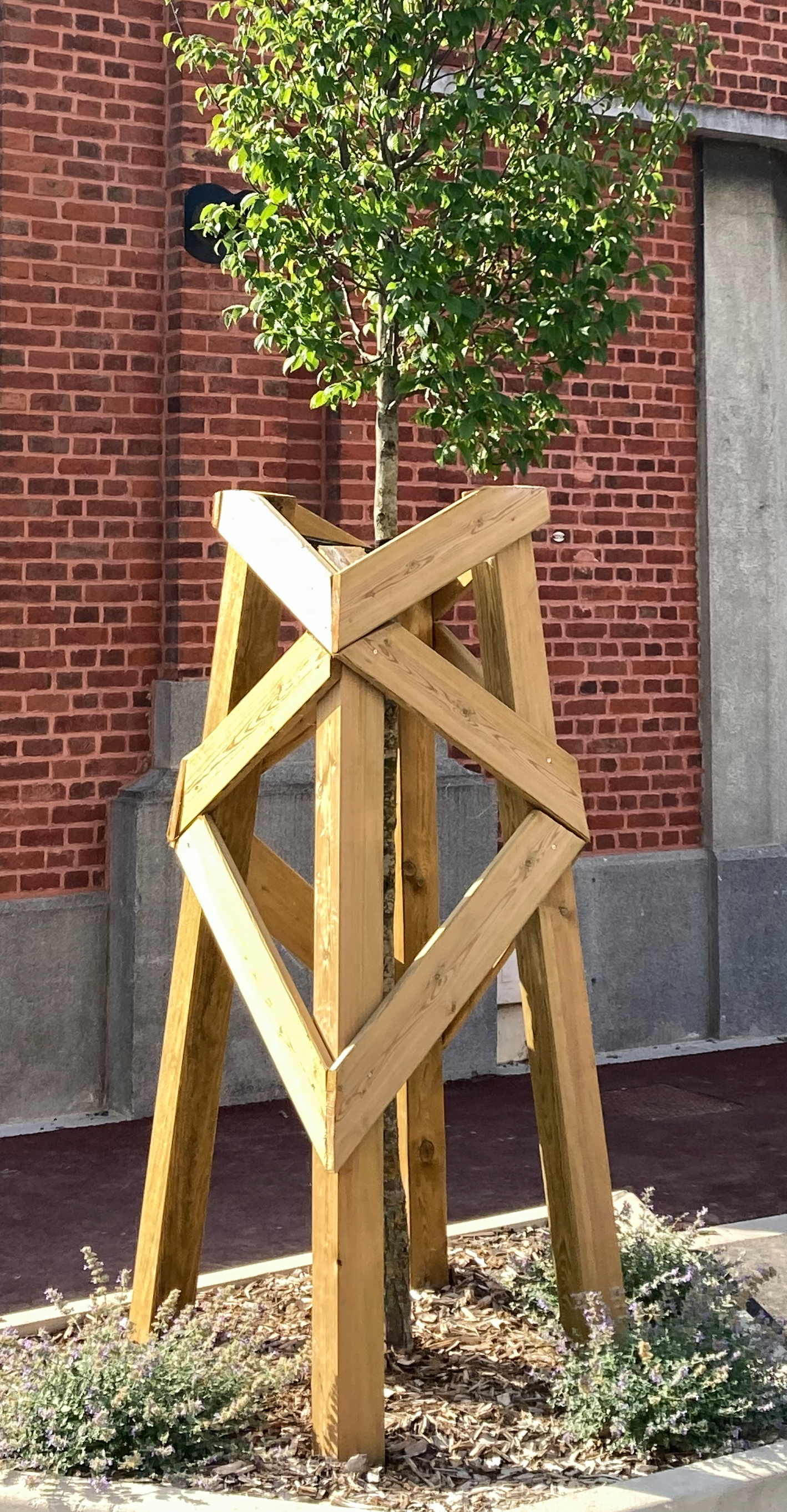
Un tuteur polygonal à Tourcoing